# Homalophis doriae
Espèce
Synonymes
- Enhydris doriae (Peters, 1871)

Statut de conservation UICN

 LC  : Préoccupation mineure
Homalophis doriae est une espèce de serpents de la famille des Homalopsidae.

## Répartition
Cette espèce est endémique du Sarawak en Malaisie,. 

## Étymologie
Cette espèce est nommée en l'honneur de Giacomo Doria.

## Publication originale
- Peters, 1871 : Über neue Reptilien aus Ostafrika und Sarawak (Borneo), vorzüglich aus der Sammlung des Hrn. Marquis J. Doria zu Genua. Monatsberichte der Königlichen Akademie der Wissenschaften zu Berlin, vol. 1871, p. 566-581 (texte intégral).